# 冯行袭
冯行袭（9世纪—910年7月31日），字正臣，封长乐郡王，谥忠敬，晚唐军阀，后依附取代唐朝的后梁。身材魁岸雄壮，脸上有青色胎记，时人称之“冯青面”。

## 家世背景
冯行袭生年不详，均州武当人，以有勇有谋闻名当地。曾任均州都校。中和四年（884年）十二月，农民军头领孙喜聚集数千人准备攻均州。刺史吕烨害怕，冯行袭却伏下军队，只身往见孙喜：“本州人会欢迎你成为本州的良牧的。但你的徒众太多，本州人害怕被劫掠，害怕你。你应该把军队留在汉江以北，只率心腹人轻骑前进。我冯行袭将做你的前导，安慰士民，他们肯定会归顺你。”孙喜高兴，不怀疑冯行袭。孙喜渡河后，均州士卒都迎上来，作尊敬状。冯行袭部伏兵尽出，冯行袭将孙喜打倒在地，斩之，与伏兵手刃其心腹数人。孙喜留在江北的军队也溃散。冯行袭乘胜驱逐吕烨。均州上级的山南东道节度使刘巨容将此事上奏因农民军黄巢攻占长安而停留成都的唐僖宗，冯行袭被任为均州刺史。当时均州西有盗贼，常拦截东面诸镇对成都唐僖宗的上贡。冯行袭攻杀群盗贼，确保贡路畅通。洋州节度使葛佐辟冯行袭为行军司马，使以兵镇谷口，通秦、蜀道路，冯行袭由此知名。凤翔节度使李茂贞派养子李继臻据金州，冯行袭攻李继臻，占领金州。唐昭宗任冯行袭为昭信防御使，以金州为治所。

## 晚唐军阀
文德元年（888年）唐僖宗驾崩后，当权宦官杨复恭助唐昭宗继位。大顺二年（891年），杨复恭与昭宗生隙，与养子、侄子杨守亮、杨守忠、杨守贞、杨守厚反叛昭宗。十二月，杨守亮试图经由冯行袭辖区攻昭宗所在的长安，被冯行袭大败。后诸杨为李茂贞所败。
冯行袭被授检校太子少保，封长乐县开国子，加食邑。光化元年（898年）正月，冯行袭以昭信军防御使、特进、检校太子太保、使持节金州诸军事、守金州刺史、御史大夫、上柱国、长乐县开国伯、食邑七百户的身份被任为昭信节度使，昭信因而升格为军镇。
天复元年（901年），唐昭宗和宰相崔胤屠戮宦官的计划被察觉，宦官韩全诲挟持昭宗奔凤翔投李茂贞。崔胤召有权势的军阀宣武军节度使朱全忠前来长安，朱全忠围攻凤翔府。其间，韩全诲派郄文晏等二十余名宦官行经金州，意图前往东南诸镇命他们攻打朱全忠。同州节度留后司马邺出使说服冯行袭，冯行袭派副使鲁崇矩去朱全忠处听命。十二月，当宦官们到达金州时，冯行袭尽数诛之，将他们携带的韩全诲矫诏送到朱全忠处。
天祐元年（904年），冯行袭改姓朱，兼领武定军节度使。朱全忠攻克山南东道和荆南时，冯行袭派儿子冯勖率水师在均州、房州与其会合。九月，冯行袭奏昭信军犯朱全忠祖父朱信讳。
二年（905年）八月，西川节度使王建派养子王宗贺攻昭信军，九月，屡战屡胜，冯行袭弃金州，逃回均州。其亲校全师朗以金州降王宗贺。王建以全师朗为金州观察使，收为养子，改名王宗朗。但王宗朗自认守不住金州，烧了城池奔成都投王建。十月，昭信军得赐名戎昭军。十二月，冯行袭复夺金州，却发现金州已经残破不堪为治所，得昭宗或控制昭宗的朱全忠许可，将军部迁到均州。
三年（906年）五月，朱全忠认为金州人不拥护长官冯行袭，下令废除戎昭军，并入山南东道。冯行袭则以助平山南东道之功调任匡国节度使。刚到任，就杀了大吏张澄并声言其罪，当地人震慑。

## 后梁年间
四年（907年），朱全忠篡唐，建立后梁，称太祖皇帝，冯行袭效命后梁。五月，冯行袭与平卢节度使韩建、义武军节度使王处直请求太祖开内宴，分别进贡方物。梁太祖祭祀天地，冯行袭请求入觐，上贡很多，因此也受到很多恩礼。朱全忠诏翰林学士杜晓撰德政碑以赐之。冯行袭累官至兼中书令，册拜司空，封长乐郡王。
冯行袭在匡国军三年，贡军粮二十万石。开平四年（910年）五月，冯行袭病笃，上表请代。梁太祖害怕冯行袭的手下士兵（其中有故大军阀秦宗权蔡州旧部两千人）或家人试图夺取和后梁都城开封很近的匡国军的控制权，派崇政院直学士李珽为留后，前往匡国军部许州控制匡国。李珽到许州后，对将吏们说：“天子握百万兵，距此才数舍；冯公忠纯，别使皇上有所疑。你们赤心奉国，何忧不富贵！”冯行袭想派人代受诏，李珽说：“东首加朝服才是礼。”于是在卧室内宣诏，令冯行袭善自保养，若有不测，子孙都可保后福。冯行袭感泣而谢，遂解二印以授李珽，李珽代掌军府事。当时冯行袭严酷，因被从事魏峻切谏触怒，诬陷魏峻贪赃，下狱欲诛。李珽便审理魏峻冤情，立时释放他，回报太祖，太祖览奏喜道：“我本就知道李珽必能为我办事，冯行袭门户不朽了。”冯行袭过世，辍朝一日，赠太傅。谥忠敬。冯行袭部兵被分隶诸校，冒冯姓者皆还本宗。
冯行袭性严烈，为政深刻寡恩，但在治所都有好运，境内曾有蝗灾，但不久有群鸟啄食，没有遭害；百姓乏食时，总有野生稻谷出现在田间。虽威福在己，但他一直竭力奉梁室，故得以保其功名。

## 家庭
长子冯勖，历任蕲、沁二州刺史。次子冯德晏，官至金吾将军。